# 존 네이피어

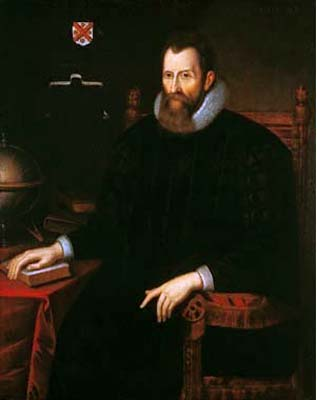
존 네이피어

머키스턴의 존 네이피어(영어: John Napier of Merchiston, 라틴어: Ioannes Neper 이오안네스 네페르[*], 1550년 2월 1일 ~ 1617년 4월 4일)는 스코틀랜드의 수학자, 물리학자, 천문학자이다. 제8대 머키스턴 지주를 역임했다.
존 네이피어는 로그의 발견자로 가장 잘 알려져 있다. 또한 "네이피어의 막대"(Napier's bone)라는 도구를 발명했고 산술과 수학에서 소수점의 사용을 일반화했다. 네이피어가 태어난 에든버러의 머키스턴탑은 현재 에든버러 네이피어 대학교의 시설의 일부이다. 에든버러 서쪽에 위치한 세인트 커스버트 교회에 그를 위한 기념비가 있다.

## 생애
존 네이피어는 1550년 2월 1일에 스코틀랜드 에든버러에 위치한 머키스턴탑에서 태어났다. 존 네이피어의 아버지는 머키스턴성의 영주였던 아치볼드 네이피어이고 어머니는 정치인이자 판사인 프랜시스 보트웰의 딸이자 오크니 제도 로마 가톨릭교회 주교가 된 애덤 보트웰의 여동생인 재닛 보트웰이다. 존 네이피어는 아치볼드 네이피어가 16세였을 때에 태어났다.
존 네이피어의 생애 초반 교육에 대한 기록은 없지만 많은 사람들은 그가 어린 시절에 개인적으로 교육을 받았다고 믿고 있다. 네이피어는 13세에 세인트앤드루스에 위치한 세인트앤드루스 대학교 산하 세인트 살바토르 칼리지에 입학했다. 그가 대학에 입학할 무렵에 종교 개혁이 로마 가톨릭교회와 개신교 신자들 사이에 갈등을 야기시켰기 때문에 대학이 제공하는 교육의 질은 형편없었다. 존 네이피어가 세인트앤드루스에서 그의 교육을 마쳤다고 보여주는 기록은 없다.
존 네이피어는 1560년 12월 5일에 자신의 아버지에게 보낸 편지에서 삼촌인 애덤 보트웰이 "존이 집에서 좋은 것을 배울 수 없기 때문에 프랑스나 플랑드르에 있는 학교에 보내주기를 기도한다."라고 언급한 이후에 스코틀랜드를 떠나 유럽 대륙에서 교육을 계속했다고 여겨진다. 네이피어가 유럽에서 어느 대학교에 다녔는지는 알려져 있지 않지만 1571년에 스코틀랜드로 돌아왔을 때에는 당시 유럽의 대학교에서 일반적으로 가르치지 않았던 그리스어에 능통했다고 한다. 이 시기에 그가 파리나 제네바의 일류 대학교에 입학했다는 기록도 없다.
존 네이피어는 21세였던 1571년에 스코틀랜드로 돌아왔고 1574년에는 가트니스에 위치한 성을 구입했다. 1608년에 아치볼드 네이피어가 사망하자 존 네이피어와 그의 가족은 에든버러의 머키스턴성으로 이사하여 여생을 보내게 된다. 그는 에든버러 시내에 위치한 로열마일에서 가까운 보츠윅에 건립된 부동산도 소유하고 있었다.
1596년 6월 7일에는 이 섬을 방어하기 위해 수익성이 높고 필요한 비밀 발명품을 설계했다. 그는 멀리 떨어진 선박에 사용하기 위한 2종류의 불타는 거울, 특별한 종류의 포탄 사격, 그리고 머스킷총을 사용하지 않는 금속 전차를 묘사한다.
네이피어는 1617년 4월 4일에 에든버러에 위치한 자택에서 통풍으로 인하여 향년 67세를 일기로 사망했다. 그의 유해는 에든버러에 위치한 세인트 자일스 대성당 묘역에 안장되었다. 그러나 에든버러에 스코틀랜드 의회의사당이 건립됨에 따라 세인트 자일스 대성당 묘역이 폐쇄되었고 그의 유해 또한 에든버러 서쪽에 위치한 세인트 커스버트 교회 북쪽에 위치한 지하 금고로 이장되었다. 세인트 커스버트 대성당에는 네이피어 벽 기념비도 있다.
당시의 많은 수학자들은 계산 문제에 대해 예리하게 인식하고 있었고 계산 부담을 줄이는 데 전념했다. 네이피어는 이러한 계산 문제를 지원하는 장치로 유명하다. 그는 계산을 용이하게 하는 기계적 수단을 제공하는 독창적인 숫자 막대이자 기묘한 수학적 인공물인 "네이피어의 막대"를 발명했다. 또한 네이피어는 계산 감소 문제를 해결하기 위해 새로운 수학, 특히 프로스타파에레시스(Prosthaphaeresis, 16세기 말부터 17세기 초반 사이에 삼각법 공식을 활용하여 대략적인 곱셈과 나눗셈에 사용된 알고리즘), 십진법, 기호 지수 산술의 발전 가능성을 인식했다. 그는 힘든 계산을 하는 실무자들 대부분이 일반적으로 삼각법의 맥락에서 계산을 한다는 것을 인정했다. 따라서 네이피어의 이론은 로그 관계를 개발하는 것뿐만 아니라 그것을 삼각 관계로 설정하여 훨씬 더 관련성이 있을 것이다.

## 수학의 발전

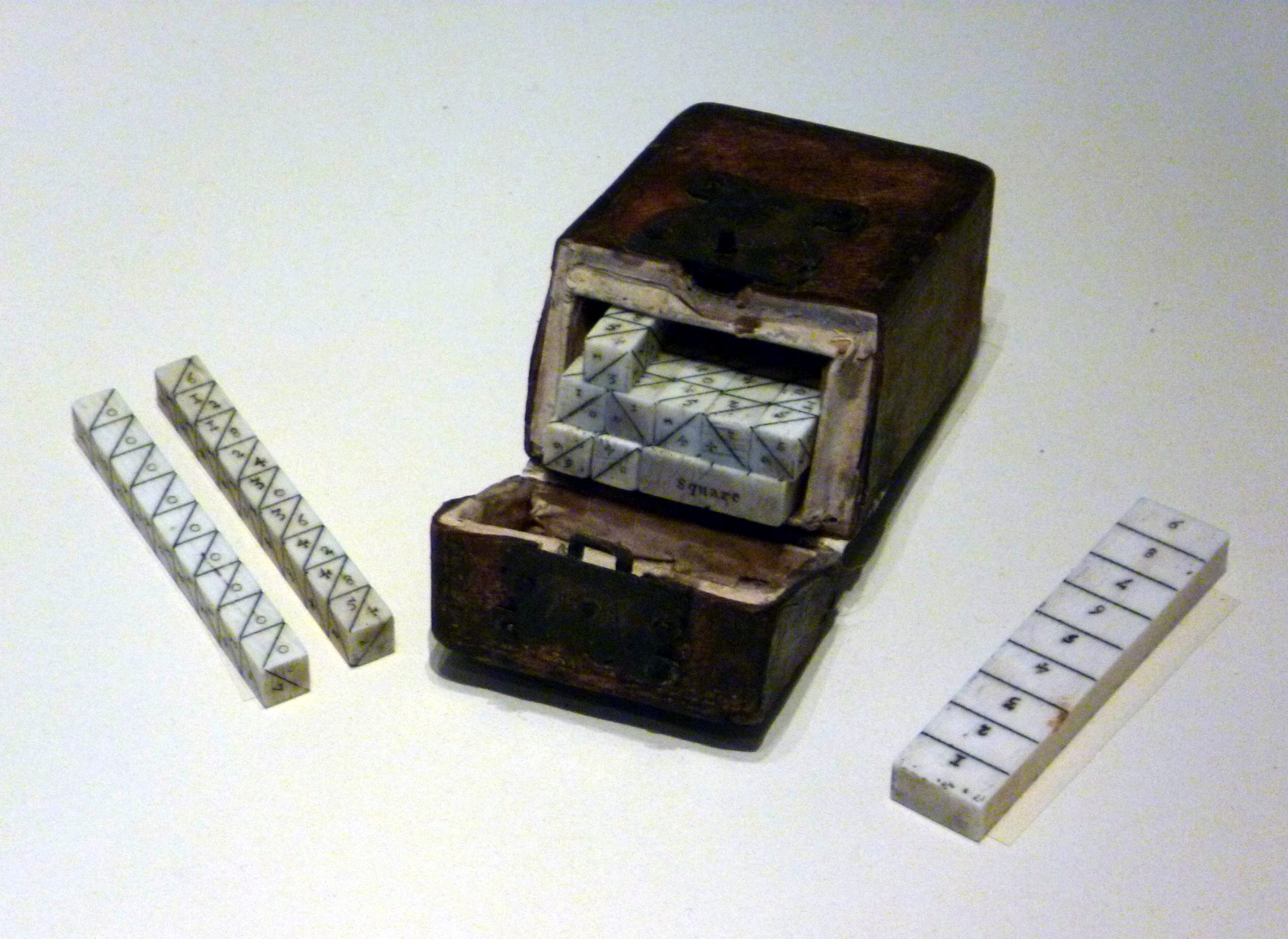
1650년경에 상아로 제작된 네이피어의 막대

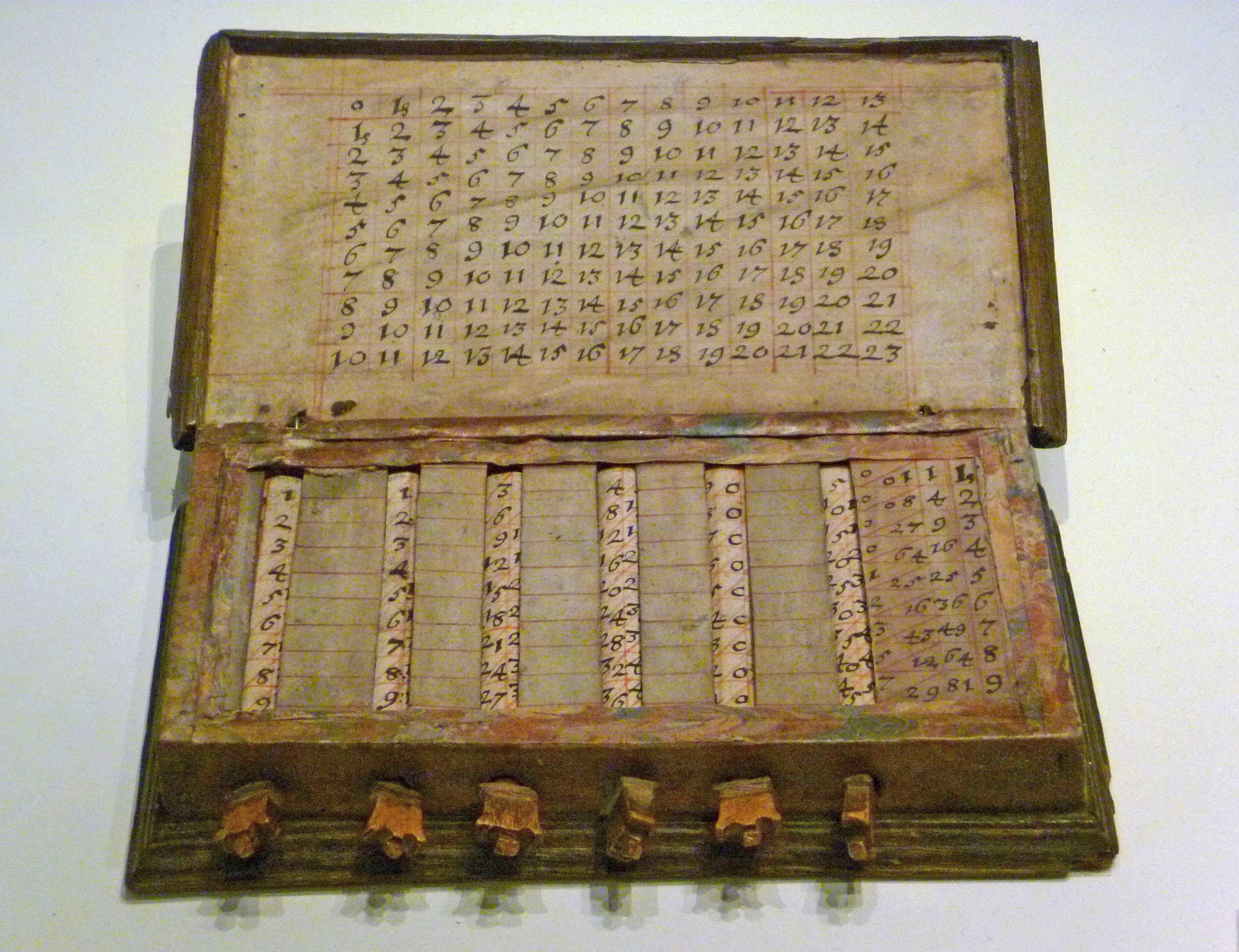
1680년경에 제작된 네이피어의 계산표 세트

네이피어의 저서인 《로그의 놀라운 규범 설명》(Mirifici Logarithmorum Canonis Descriptio, 1614년)은 57쪽에 달하는 설명 자료와 90쪽에 달하는 삼각함수의 자연로그를 나열한 표를 포함했다.:Ch. III 이 책은 또한 구면 삼각형의 정리들에 대한 뛰어난 설명을 담고 있는데 보통 네이피어의 원형 부분의 규칙으로 알려져 있다.
네이피어의 로그와 그 설명에 대한 현대 영어 번역본은 웹에서 찾을 수 있으며 네이피어의 막대와 프롬프투어리(Promptuary, 또다른 초기 계산 장치)에 대한 의견도 볼 수 있다.
그의 로그 발명은 곧 그레셤 칼리지에서 시작되었고 잉글랜드의 수학자인 헨리 브릭스는 1615년에 네이피어를 만났다. 그들이 논의한 문제 중에는 현재 자연로그의 밑(e)으로 알려진 수학 상수(더 정확하게는 10의 큰 거듭제곱을 정수로 함)의 존재가 실제적인 어려움이었던 네이피어 로그의 재설정이 있었다. 네이피어와 브릭스는 실제로 이 상수 e를 발견하지 못했는데 이 발견은 수십 년 후에 야코프 베르누이에 의해 이루어졌다.
네이피어는 브릭스에게 수정된 표의 계산을 위임했다. 거듭제곱한 숫자의 역수인 로그를 통해 이용할 수 있는 과학적 기수법은 손으로 하는 계산을 훨씬 더 빠르게 하는 것이었다. 그 길은 천문학, 동역학, 그리고 물리학의 다른 분야들에서 후대의 과학적 진보에 열려 있었다.
네이피어는 수학 분야에서 더 많은 기여를 했다. 그는 시몬 스테빈의 십진법을 개선하여 마침표(.)를 분수 부분의 구분 기호로 도입했다.:p. 8, archive p. 32)  레오나르도 피보나치가 사용한 격자 곱셈은 번호가 매겨진 막대 세트를 사용하는 곱셈 도구인 네이피어의 막대를 도입함으로써 더 편리해졌다.
네이피어는 주로 혼자인 상태에서 일했을 수도 있지만 그의 친구인 존 크레이그와 서신을 주고받은 덴마크의 천문학자인 튀코 브라헤와 연락이 있었다. 잉글랜드의 골동품 수집가인 앤서니 우드의 이야기에 따르면 네이피어는 크레이그로부터 브라헤를 추종했던 덴마크의 천문학자인 크리스티안 쇠렌센 롱고몬타누스가 비슷한 방향으로 일하고 있다는 암시를 받았다고 하는데 아마도 제대로 입증되지 않았을 것으로 보인다. 크레이그는 나중에 사인 함수의 곱셈 공식을 덧셈으로 줄이기 위해 삼각 함수 항등식을 사용한 독일의 수학자인 파울 비티히의 방법에 대해 언급했다.

## 신학
네이피어는 세인트앤드루스에 위치한 세인트 살바토르 칼리지에 다니던 시절부터 요한의 묵시록에 관심이 있었다. 그는 크리스토퍼 굿맨의 설교에 영향을 받아 강하게 반교황적인 독서를 발전시켰는데 그의 저서 가운데 일부에서는 교황이 적그리스도라고 말하기까지 했다.
네이피어는 《요한의 묵시록의 명백한 발견》(A Plaine Discovery of the Whole Revelation of St. John, 1593년)을 자신의 가장 중요한 작품으로 여겼다. 이 출판물은 네이피어의 다른 출판물들과는 달리 가장 많은 청중들에게 다가가기 위해 영어로 쓰여진 것이 특징이다. 네이피어는 이 책에 대해 "이 섬의 단순한 것들이 지시될 수 있다."고 밝혔다. 명백한 발견은 묵시록의 수학적 분석을 사용하여 묵시록의 날짜를 예측했다. 네이피어는 묵시록의 구조가 예언이 점진적으로 성취될 것임을 암시한다고 믿으며 계시록에 묘사된 사건들과 유사하다고 믿는 사건들을 연대순으로 확인했다. 네이피어는 이 책에서 일곱 나팔의 날짜를 1541년으로 잡고 1688년이나 1700년에 세계의 종말이 일어날 것이라고 예측했다. 네이피어는 사람들이 종말의 진짜 날짜를 알 수 있다고 믿지 않았지만 성서가 종말에 대한 많은 단서를 담고 있기 때문에 하나님은 종말이 언제 오는지 교회가 알기를 원했다고 주장했다.
네이피어는 1594년 1월 29일에 스코틀랜드의 제임스 6세(잉글랜드의 제임스 1세) 국왕에게 명백한 발견를 헌정하면서 왕에게 "하나님의 교회의 적들에 대해 정의가 행해지도록 하라."고 촉구했고 국왕에게 "국가의 보편적인 거대성을 개혁하고 먼저 자신의 집, 가족, 법원에서 시작하라."고 조언했다. 이 책에는 네이피어가 영어로 쓴 시가 9쪽에 걸쳐 수록되어 있다. 이 책은 영국 국내외에서 큰 성공을 거두었다. 1600년에는 미히얼 판닐이 네덜란드어 번역본을 출판했고 1607년에 2번째 판본이 출판되었다. 1602년 조르주 톰송이 쓴 프랑스어 판본이 네이피어에 의해 수정되어 프랑스 라로셸에서 여러 판본(1603년, 1605년, 1607년)을 거쳐 출판되었다. 1611년에 저자에 의해 수정되고 수정된 영어 원본의 새로운 판본이 요구되었고 몇몇 영향을 받은 형제들에 의해 옮겨진 어떠한 의심의 해결과 함께 추가됨으로써 확장되었다. 이 판본은 에든버러와 런던에서 동시에 출판되었다. 저자는 여전히 라틴어판을 출판할 생각이었지만 출판되지 않았다고 말했다. 레오 데 드롬나의 독일어  번역본은 1611년에 게라에서, 볼프강 마이어의 번역본은 1615년에 프랑크푸르트암마인에서 출판되었다. 네이피어의 추종자 중에는 프랑스의 개혁파 목회자인 마티외 코티에르도 있었다.

## 오컬트에 대한 관심
네이피어는 수학적, 종교적 관심 뿐만 아니라 종종 마술사로 인식되었는데 그가 연금술과 강령술에 손을 댄 것으로 여겨졌기 때문이다. 네이피어는 생전에 여행을 다닐 때에 검은 거미가 담긴 작은 상자를 실었고 검은 수탉을 자신의 사역마로 여겼다.
네이피어의 이웃들 가운데 일부는 네이피어가 자신의 서재에서 보낸 모든 시간이 검은 예술을 배우는 데 사용되고 있다고 믿으면서 그를 마법사이자 악마와 동맹 관계에 있다고 비난했다. 이러한 소문들은 네이피어가 도둑을 잡기 위해 자신의 검은 수탉을 사용했을 때에 일어났다. 네이피어는 하인들에게 어두운 방으로 들어가 수탉을 쓰다듬으며 자신의 재산을 훔친 사람이 새라면 울 것이라고 주장했다. 하인들도 모르는 사이에 네이피어는 수탉에게 그을음을 덮어 주었다. 하인들이 방에서 나오자 네이피어는 겁에 질려 닭을 만질 수 없었던 사람을 찾기 위해 그들의 손을 살폈다.
네이피어가 한 또다른 행동은 현지인들에게는 신비로운 것으로 보였을지도 모르지만 네이피어가 비둘기들이 그의 곡식을 먹고 있었기 때문에 그의 사유지에서 비둘기들을 제거했을 때였다. 네이피어는 들판 곳곳에 알코올이 섞인 곡식을 뿌리고 비둘기들이 너무 취해서 날아가지 못하게 되자 비둘기들을 잡아들였다.
네이피어와 레스탈리그의 로버트 로건이 맺은 보물찾기 계약은 여전히 존재한다. 네이피어는 패스트성에 숨겨진 보물을 찾기 위해 "모든 기술과 기계를 동원하여 최선을 다해 찾고 동일한 것을 알아내거나 그러한 보물이 그곳에 없었다는 것을 확인해야 한다."고 명시했다. 그러나 이 계약은 네이피어에 의해 이행되지 않았다. 1971년과 1986년 사이에 에든버러 고고학 현장 협회가 그 성을 발굴했을 때 금은 발견되지 않았다.

## 영향
네이피어의 초기 추종자들 중에는 악기 제작자인 에드먼드 건터와 존 스피델이 있었다. 로그의 개발은 십진법 산술의 일반적인 채택에서 가장 큰 단일 요인으로 인정된다. 토머스 어커하트의 《트리소테트라》(Trissotetras, 1645년)는 삼각법에서 네이피어의 업적을 기반으로 한다.
헨리 브릭스는 네이피어 로그의 초기 채택자였다. 그는 나중에 새로운 로그 표를 십진법으로 계산했고 소수점 14자리까지 정확하게 계산했다.

## 명명
전기공학에서 데시벨을 대체하는 단위인 네퍼(neper)는 스코틀랜드 에든버러에 위치한 에든버러 네이피어 대학교와 마찬가지로 네이피어의 이름을 따서 명명되었다. 달의 충돌구인 네퍼는 그의 이름을 따서 지어졌다.
프랑스어와 포르투갈어에서 자연로그를 뜻하는 단어(프랑스어: Logarithme Népérien, 포르투갈어: Logaritmos Neperianos)는 그의 이름을 따서 명명되었다. 이탈리아어에서 자연로그의 밑 e를 뜻하는 단어(이탈리아어: Numero di Nepero)는 그의 이름을 따서 명명되었다.

## 가족
존 네이피어는 1572년에 제4대 키어와 캐더 백작 제임스 스털링의 딸인 엘리자베스 스털링과 결혼했다. 그들에게는 2명의 아이가 있었다. 엘리자베스 네이피어는 1579년에 사망했고 네이피어는 애그니스 치점과 결혼하여 10명의 자녀를 더 낳았다. 존 네이피어의 이복형은 로리스톤 경 알렉산더 네이피어이다.
존 네이피어의 장인인 크롬릭스의 제임스 치점은 1592년에 스코틀랜드에서 일어난 스페인의 공백 음모 이후에 열린 장로회 총회에서 파문당한 많은 사람들 가운데 한 명이었다. 네이피어는 음모자들을 파문한 총회에 참석하여 음모자들에 대한 처벌을 시행할 것을 스코틀랜드의 제임스 6세(잉글랜드의 제임스 1세) 국왕에게 청원했지만 국왕은 각료들이 잔인하게 행동하고 있다고 믿었고 보다 많은 유화 정책을 추구하는 것에 찬성했기 때문에 무시되었다.

## 같이 보기
- 구면 삼각형